# Boomer Bill
Boomer Bill este un personaj de desene animate creat de Pat Sullivan pentru Pat Sullivan Studios în 1917. Acesta apare în două filme.

## Filmografie
| Nr. | Titlu                   | Regia        | Data premierei   | Observații |
| --- | ----------------------- | ------------ | ---------------- | ---------- |
| 1   | Boomer's Bill Awakening | Pat Sullivan | 28 ianuarie 1917 |            |
| 2   | Boomer Bill Goes to Sea | Pat Sullivan | 15 aprilie 1917  |            |